# 11480 Velikij Ustyug

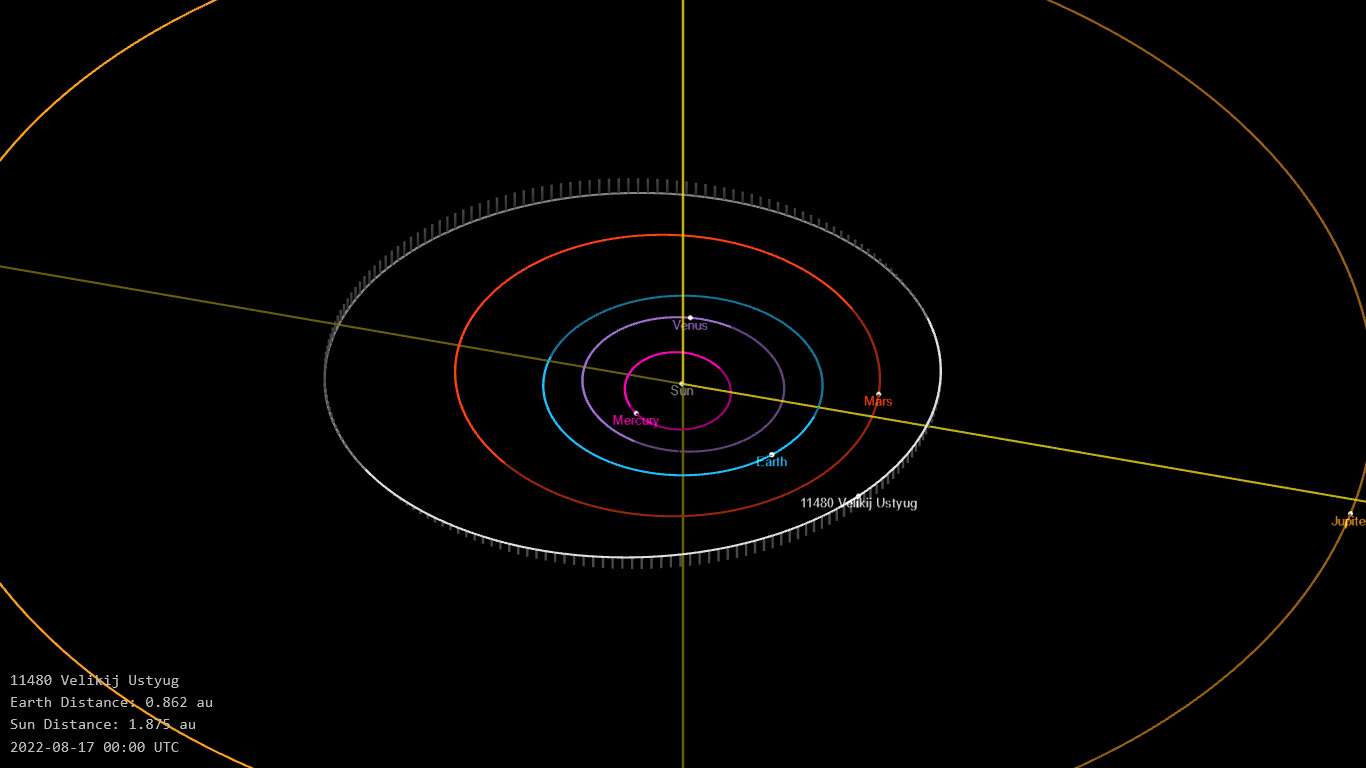
Orbita di 11480 Velikij Ustyug (in bianco)

11480 Velikij Ustyug è un asteroide della fascia principale. Scoperto nel 1986, presenta un'orbita caratterizzata da un semiasse maggiore pari a 2,2098000 UA e da un'eccentricità di 0,1712398, inclinata di 3,51360° rispetto all'eclittica.